# Johann Christoph Marx
Johan(n) Christoph Marx (Saalfeld/Saale, Thüringen, 14 maart 1777 – Arnhem, 31 augustus 1851) was een Nederlands muzikant van Duitse afkomst.

## Leven en werk
Marx was een zoon van Georg Christoph Marx en Martha Catharina Weingarten. Hij trouwde met Jacoba Jacobsen. Na haar overlijden in 1810 hertrouwde hij op 13 juni 1811 te Arnhem met Cornelia Rikse. Uit dit huwelijk werden meerdere kinderen geboren, waaronder een zoon Christof Rijk, die hem in 1845 zou opvolgen als dirigent van het Concertorkest St. Caecilia in Arnhem.
Marx schijnt al op jonge leeftijd tekenen te hebben vertoond, dat hij talent had in de muziek. Hij vertrok naar Nederland om er zich verder in te bekwamen en kwam terecht bij een korps van het Nederlandse/Hollandse leger. Het is dan 1806. In de jaren tien van de 18e eeuw werd hij benoemd tot stadsmuziekmeester in Arnhem en dirigent van het Concertorkest St. Caecilia in Arnhem. Hij bekleedde die laatste functie tot 1845. Marx was tevens oprichter van zangkoor Euphonia en de Liedertafel in de Gelderse hoofdstad.
Marx overleed in augustus 1851 op 74-jarige leeftijd in zijn woonplaats Arnhem.